# Vincenzo Cirrincione
Vincenzo Cirrincione (Vicari, 27 aprile 1926 – Piazza Armerina, 12 febbraio 2002) è stato un vescovo cattolico italiano.

## Biografia
Ordinato sacerdote il 16 luglio 1950, ha svolto il ministero sacerdotale nell'arcidiocesi di Palermo, ricoprendo diverse cariche tra cui quella di superiore del seminario minore e maggiore, parroco e vicario generale, fino al 21 febbraio 1980 quando papa Giovanni Paolo II lo ha nominato vescovo titolare di Apollonia e vescovo ausiliare di Palermo.
Il successivo 12 aprile è stato ordinato vescovo nella cattedrale di Palermo dal cardinale Salvatore Pappalardo, arcivescovo di Palermo, co-consacranti Angelo Cella, anch'esso vescovo ausiliare di Palermo, e Giuseppe Petralia, vescovo di Agrigento.
Sei anni dopo, l'8 gennaio 1986, è stato nominato dallo stesso papa Giovanni Paolo II vescovo di Piazza Armerina, iniziando ufficialmente il ministero episcopale il successivo 8 marzo.
Dopo sedici anni di episcopato in diocesi, è morto improvvisamente il 12 febbraio 2002 nel seminario estivo di Montagna Gebbia di cui, con propri fondi, aveva portato a termine la costruzione e l'apertura.
Il suo corpo riposa nella cattedrale di Piazza Armerina.

## Genealogia episcopale
La genealogia episcopale è:
- Cardinale Scipione Rebiba
- Cardinale Giulio Antonio Santori
- Cardinale Girolamo Bernerio, O.P.
- Arcivescovo Galeazzo Sanvitale
- Cardinale Ludovico Ludovisi
- Cardinale Luigi Caetani
- Cardinale Ulderico Carpegna

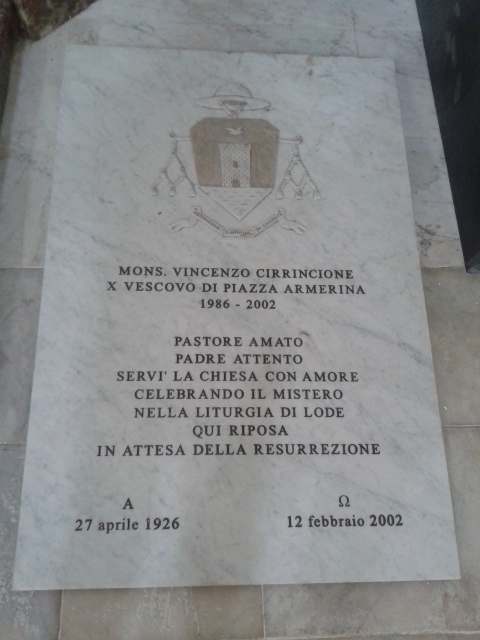
La tomba nella cattedrale di Piazza Armerina

- Cardinale Paluzzo Paluzzi Altieri degli Albertoni
- Papa Benedetto XIII
- Papa Benedetto XIV
- Papa Clemente XIII
- Cardinale Marcantonio Colonna
- Cardinale Giacinto Sigismondo Gerdil, B.
- Cardinale Giulio Maria della Somaglia
- Cardinale Carlo Odescalchi, S.I.
- Cardinale Costantino Patrizi Naro
- Cardinale Lucido Maria Parocchi
- Papa Pio X
- Cardinale Gaetano De Lai
- Cardinale Raffaele Carlo Rossi, O.C.D.
- Cardinale Amleto Giovanni Cicognani
- Cardinale Salvatore Pappalardo
- Vescovo Vincenzo Cirrincione